# Schlaubetal
Schlaubetal (letteralmente: "valle della Schlaube"; in basso sorabo Žłobiny doł) è un comune di 1 841 abitanti del Brandeburgo, in Germania.

Appartiene al circondario dell'Oder-Sprea ed è parte della comunità amministrativa omonima.
Non esiste alcun centro abitato denominato "Schlaubetal": si tratta pertanto di un comune sparso.

## Geografia antropica
Il comune di Schlaubetal è diviso nelle frazioni di Bremsdorf, Fünfeichen e Kieselwitz.